# (35552) 1998 FE115
1998 FE115 (asteroide 35552) é um asteroide da cintura principal. Possui uma excentricidade de 0.13423950 e uma inclinação de 11.26130º.
Este asteroide foi descoberto no dia 31 de março de 1998 por LINEAR em Socorro.